# Jabłonowo (powiat piaseczyński)
Jabłonowo – wieś sołecka w Polsce położona w województwie mazowieckim, w powiecie piaseczyńskim, w gminie Lesznowola.
W roku 2021 w Jabłonowie mieszkało 476 osób, z czego 48,7% stanowiły kobiety, a 51,3% mężczyźni.
W latach 1975–1998 miejscowość administracyjnie należała do województwa warszawskiego.
Miejscowość leży przy skrzyżowaniu drogi krajowej nr 7 i drogi gminnej Nadarzyn – Kajetany – Szamoty – Jabłonowo, będącej dojazdem do drogi krajowej nr 8 i drogi wojewódzkiej nr 720.
W Jabłonowie ma swoją siedzibę kilka zakładów produkcyjnych i hurtowni.
Od 1992 roku działa tutaj także Browar Jabłonowo, który produkuje piwa takich marek jak: Jabłonowo Mocne, Jabłonowo Imperator i Jabłonowo Belfast.